# Бабаханов, Мансур Бабаханович
 Мансу́р Бабаха́нович Бабаха́нов (28 августа 1931, Канибадам — 19 июля 2012, Душанбе) — советский и таджикский учёный, профессор кафедры отечественной истории Российско-Таджикского (Славянского) Университета, руководитель Научно-Исследовательского Центра таджиков и персоязычных народов мира при Таджикском Национальном Университете.

## Биография
Бабаханов Мансур Бабаханович родился 28 августа 1931 года в семье рабочего в городе Канибадам Согдийской области Таджикистана.
С 1938 по 1947 год учился в средней школе № 1. Последний 10-й класс окончил в Ленинабаде (ныне Худжанд) из-за закрытия старших классов в родном городе. После окончания школы уехал в столицу, где поступил на только что открывшийся историко-филологический факультет Таджикского Государственного Университета. В 1953 году, окончив университет, поступил в аспирантуру. В 1958 году защитил кандидатскую диссертацию на тему «Зарождение капиталистических отношений в северном Таджикистане».
После этого Бабаханов работал над докторской диссертацией на тему «Союз трудящихся Туркестанского края с Российским пролетариатом». В 1974 году защитил учёную степень доктора исторических наук. Научную деятельность продолжал и в дальнейшем. Долгое время он проработал в качестве преподавателя, доцента, профессора и декана исторического факультета Таджикского государственного университета. В 1998 году перешёл в Российско-таджикский (славянский) университет, где проработал на должностях профессора и декана факультета истории и международных отношений до конца своей жизни.
В период с 1954 года по 2010 год М. Б. Бабахановым опубликовано около 380 научных и научно-популярных статей и работ, в том числе 8 монографий, 10 учебных пособий, 10 брошюр, более 150 статей в сборниках и журналах. Учёный участвовал в различных международных конференциях, представлял доклады и результаты своих исследований.
Бабаханов выступил учебника по истории Таджикской ССР для учеников 5-х классов «Рассказы по истории Таджикской ССР: Учебное пособие для 5 класса», который издан в 1973 году на трех языках — таджикском, узбекском и русском. По данному учебнику школьники 4-5х классов обучались вплоть до середины 1990-х годов.
В середине 1990-х годов М. Б. Бабаханов первым в Таджикистане разработал программу по обучению нового предмета «История таджиков мира» в ВУЗах Республики Таджикистан. Вышли в свет несколько изданий книги «История таджиков мира» на русском и таджикском языках.
- К вопросу о зарождении капиталистических отношений в северных районах Таджикистана// Сб. студ. научн.работ/Тадж.гос.университет — Сталинабад, 1956. Вып. 2. — с. 65-78
- В. И. Ленин о развитии капитализма на национальных окраинах России:/По материалам Средней Азии// Тез. доклад. научн. конф., посвящ. дню памяти — 87-летию со дня рождения В. И. Ленина — Сталинабад, 1957 — с. 14 — 15
- К вопросу о зарождении капиталистических отношений в сельском хозяйстве северных районов Таджикистана в конце XIX — начале XX вв.//Из истории Таджикистана/ Тадж. Гос. Университет им. ВИ. Ленина: сбор. работ. аспир. Каф.истории, посв. 40-летию Вел. Окт. соц. революции — Сталинобад, 1957 — Вып. 1 — с. 51 — 101.
- Ленин о развитии капитализма в национальных окраинах России: По материалам Средней Азии///Вопросы истории СССР/Тр. Тадж. гос. Университета им. В. И. Ленина. Сер. ист. наук — Душанбе, 1966 — Вып. 2 — с.25 — 45
- Роль русских рабочих в революционизировании населения местной национальности накануне и в период Великой Октябрьской социалистической революции/Научн. конф. посвящ. 96-годовщине со дня рождения В. И. Ленина: Тез. Доклад/Тадж. гос.университет им. В. И. Ленина — Душанбе, 1996 — с. 118—119
- Промышленность и положение ремесленников и рабочих Ходжентского уезда на кануне восстания 1916 г./Изв. АН Тадж. ССР. Отделение общественных наук — 1967 — № 1/47/ — с. 27-32
- Агитпоезд «Красный Восток» — проводник ленинских идей//Изв. АН ТаджССР. Отделение общественных наук — 1970 — № 1 /59/- с. 88 — 95
- Роль посланца Ленина — агитпоезд «Красный Восток» в подготовке к проведению Бухарской революции// Программа и тез. доклад юбил. науч. конф. проф. препод. состава, аспир. и студ., посвящ. 100-летию со дня рождения В. И. Ленина: /Историч. науки//Тадж. Гос. ун-т им В. И. Ленина — Душанбе, 1970 — с. 112—113
- Социально-экономическое положение Северного Таджикистана накануне Октября/Вопросы генезиса капитализма/ Душанбе; Ирфон, 1970—153 с.
- Рассказы по истории Таджикской ССР: учебное пособие для 4 класса. Издание 3 -/Бабаханов М., Репа Ф. П. — Душанбе: Ирфон, 1973 — 94 с.
- Трудящиеся массы Восточной Бухары накануне революции 1920 г.// Уч. зап. ист. фак: Сб.науч.трудов/Тадж.гос.университет. им. В. И. Ленина — Душанбе, 1973 — Вып. I — с.64 — 85
- Фирмы и их роль в экономике Восточной Бухары/Из истории культурного строительства в Таджикистане: Сб. ст./Тадж. гос.ун-т им. В. И. Ленина — Душанбе, 1973 — Вып. 4 — с.25-39
- Рассказы по истории Таджикской ССР: Учебное пособие для 4 класса. Издание 3/Бабаханов М., Репа Ф. П. — Душанбе: Маориф, 1977 — 90 с.
- Аграрные отношения в Киргизии накануне Великого Октября/Раджабов З. Ш., Бабаханов М. Б.//Изв. АН Таджикской ССР. Отд-е общ. наук — 1978 г. — № 3, с. 103—107
- Агитпоезд «Красный Восток» в Бухаре//Социалистическое строительство в Таджикистане: /Сб.ст./Тадж. Гос. ун-т — Душанбе, 1979 — С.3-13
- Рассказы по истории Таджикской ССР: Учебное пособие для 4 класса. Изд.4, переработанное / Бабаханов М., Репа Ф. П. — Душанбе: Маориф, 1980, 96 с.
- Рассказы по истории Таджикской ССР: Учебное пособие для 4 класса. Изд. 5/Бабаханов М., Репа Ф. П. — Душанбе: Маориф, 1981, 95 с.
- Завещано Лениным: Образ жизни — советский: Фото Бабаханова//Клуб и художественная самодеятельность/ — 1982, с. 14-15
- Письма, как исторический источник по изучению революционного движения в Туркестане//Изв. АН ТаджССР, Отд-е общ.наук — 1984 г. — № 4/118/ С.13-18
- Рассказы по истории Таджикской ССР: Учебное пособие для 4 класса. Изд.6/Бабаханов М., Репа Ф. П., Душанбе: Маориф, 1984 — 96 с.
- Таджикский народ накануне и в период Февральской буржуазно-демократической революции//Таджикская Социалистическая республика. Гл. редактор М. Асимов — Душанбе, 1984. С.95-97
- Предвестница Великого Октября: /К 80-летию революции 1905—1907 годов в России///Коммунист Таджикистана.- 1985.- № 12. C. 64-71
- Курсом дружбы и пролетарского интернационализма. — Душанбе: Ирфон, 1986-72 с.
- Советская историография социал-демократического движения в Туркестанском крае в 1905—1907 гг./Бабаханов М. Б., Мингалеев Р. Р.//Вопросы истории КПСС — 1986 — № 12 — С.103-117
- Из истории периодической печати Туркестана/ Отв.ред. Ахмедов Х. А.- Душанбе: Дониш, 1887—180 с.
- Примерный учебно-методический план-программа для народных университетов «Дружбы народов пролетарского интернационализма»/Бабаханов М., Мингалеев Р. — Душанбе: Об-во «Знание» ТаджССР, 1987 — 18 с.
- Спаянные пролетарской солидарностью: К истории становления интернациональной солидарности трудящихся Средней Азии накануне и в период Октябрьской революции//Коммунист Таджикистана — 1987 — № 10 — с 29-33
- Рассказы по истории Таджикской ССР: Учебное пособие для 5 класса., Изд.7-е/Бабаханов М., Репа Ф. П. — Душанбе: Маориф, 1989 — 96с.
- Некоторые актуальные вопросы истории СССР и историографии/ Методические указания, Бобохонов М., Бокиев О., Ермухамадов А., Пулотов С./Донишгохи Давлатии Точикистон ба им. Ленин, Душанбе, 1990—114 с.
- Журналистская и общественная деятельность Г. М. Рык-Богданика/ Актуальные проблемы истории и историографии Средней Азии/ вторая половина XIX — начало ХХ вв/ Сб.науч.трудов/Тадж.гос.ун-т им. В. И. Ленина — Душанбе, 1990 — с.62- 74
- Обращение В. И. Ленина к народам Бухарской республики об оказании помощи голодающим Поволжья/Таджикская Лениниада: Энциклопедический справочник/Гл. Ред. Дж. А. Азизкулов — Душанбе: Гл. науч.ред. Тадж. Сов. Энциклопедии, 1990 — c 109—110.
- Рассказы по истории Таджикской ССР: Учебное пособие для 5 класса. Изд.8-е/Бабаханов М., Репа Ф. П. — Душанбе: Маориф, 1990, 96 с.
- Истории русско-туземных школ в Ходжентском уезде/Бабаханов М., Мамадова З./Вестник ТГУ. История, юриспруденция — Душанбе, 1991, с. 8-13
- Актуальные проблемы завоевания и присоединения Средней Азии к России/Материалы международной научно-практической конференции «Россия в исторических судьбах народов Центральной Азии. Принципы существования: вчера, сегодня, завтра». 21-23 ноября 1995 г. — Душанбе, 1996 — С.4-5
- История России в эпоху капитализма (учебник на таджикском языке). — Душанбе, 1996—296 с.
- Актуальные проблемы таджиков мира. Выступление на 3-м форуме таджиков/ Пайванд, 1997 — № 1 — c. 67 — 70
- Государство саманидов и современность/ Тезисы научной конференции, посвящ. 1100-летию государства саманидов и 90-летию Б. Гафурова, 27-28 окт. 1998 — Душанбе, 1998 — с. 6-7.
- Программа по истории таджикского народа для исторических факультетов вузов на таджикском языке/Бабаханов М., Рахматуллоев А., Душанбе, 1998 — 76 с.
- Тарихи Точикони Чахон (История Таджиков мира) — Душанбе, 1999—471 с.
- Точикони Чахон (Таджики мира) — Точикистон, 1999 г., № 9 — с.22 — 23
- Актуальные проблемы завоевания и присоединения Средней Азии к России и его последствия/Роль России в становлении таджикской государственности (1917—1929) / Материалы международной научной конференции — Душанбе, 2000 — c.31-39
- Программа курса «История таджиков мира» — Душанбе, 2001, 34 с.
- Программа по дисциплине «История Таджикского народа» для студентов исторического факультета Российско-Таджикского (Славянского) Университета — Душанбе, 2001 — 48 с./ Составитель М. Б. Бабаханов, М. Х. Маликов
- Востоковед Манфред Лоренс, на таджикском языке/Бобохонов М., Шодипур Ю. — Душанбе: Шарки Озод, 2001—125 с.
- Авеста — памятник культуры предков таджикского народа.//Проблемы языка, культуры, искусства и философии Востока. Материалы Республиканской научной конференции, посвященной 2700-летию создания «Авесты» (1-2 ноября 2001 г.) Душанбе, 2001, с.4 — 9
- Тарихи Точикони чахон (История таджиков мира), г. Душанбе: Ирфон 2002, 386 стр.
- Российско-бухарские дипломатические отношения 40-50-х гг./XIX в.//200 лет Министерству Иностранных дел России и 10 лет со дня установления дипломатических отношений между Россией и Таджикистаном (материалы научно-практической конференции). Г. Душанбе, 2002 г., с. 43-49
- Россия и Россияне глазами Ахмада Дониша //Материалы научно-практической конференции «Наследие Ахмада Дониша и актуальные проблемы взаимодействия Востока и Запада» (к 175-летию великого просветителя тадж. народа Ахмада Дониша), 24 — 25 окт. 2002 г., Душанбе, 2003 г., с. 5-17
- История таджиков России. Программа спецкурса для студентов-историков РТСУ. Душанбе: Ирфон, 2003, 15 с.
- Положение народных масс в Северном Таджикистане и на восточном Памире//История таджикского народа — т. 5, Душанбе, 2004, с. 45 — 63
- История таджиков мира. Учебник для вузов. Душанбе: Даваштич, 2004, 574 с.
- В Сибирь по следам таджиков// Интервью с корреспондентом В. Валиевым, Народная газета, Таджикистан 2005, 20 июля
- История Таджиков Мира. Душанбе: Эчод, 2005, 512 стр.
- Трилогия Рахмон Сафарова «Тысячи и один подвиг» — важный источник об участии воинов Таджикистана в освобождении стран Европы"// Великая Отечественная война: уроки истории и современная. Душанбе, 2005, с. 132—135.
- Библиографический обзор литературы о таджиках в Сибири//VIII Сулеймановские чтения — 2005, Тобольск, 2005, с. 19 — 22
- Точикони Чин (Таджики Китая). Пайванд, Тегеран (на фарси), с.32 — 47
- Актуальные проблемы таджиков мира//Народная газета, Таджикистан, 2006, 22 марта
- Мигранты Таджикистана в Сибири// Социализм: история и практика. Душанбе, 2006, № 3 — 4 (29 — 30), с. 48 — 54
- Долгожданное издание// Муходжир, Душанбе, 2006, октябрь/декабрь, № 2, с. 44
- К вопросу о взаимовлиянии таджикской и татарской интеллигенции в области просвещения в конце XIX — начале XX вв// Сулеймановские чтения — 2007, Тюмень, 2007, с. 12 — 14
- Таджикская диаспора в России и её место в цивилизационном процессе (XVII — XIX вв.)// Цивилизационный фактор на среднем Востоке: опыт исторического взаимодействия. Материалы Международной научной конференции. Душанбе 2006, с. 105—114
- Слово о таджиках, сборник статей, выступлений и официальных писем — Душанбе: Ирфон, 2008, 230 с.
- Русско- Бухарский договор 1868 год (1873 г.) и превращение эмирата в вассалы Российской империи//Россия — Таджикистан: исторический опыт взаимоотношений. Материалы международной научно-практической конференции, посвященной 140-летию подписания русско-бухарского договора (1868 г.) 31 октября 2008 г., 2009, с. 7-15
- Вопреки правде истории(Рецензия на брошюру А. Ртвладзе и др., «Современные мифы о далеком прошлом народов Центральной Азии», Изд. 2-е, дополненное: Ташкент, 2007, 56 с.//Народная газета, 2008 г., 10 декабря.
- Таджики в России// Народная газета, Таджикистан, 2002, 28 августа.
- Таджикская диаспора и историческая родина/Вечерний Душанбе, Таджикистан, 2002 г., 30 августа
- Острые углы истории мысли о книге академика Р. Масова «Таджики: преследование и ассимиляция») // Народная газета, Таджикистан, 2004 г., 19 мая
- Острые углы истории — 2 // Бизнес и Политика, Таджикистан, 2006 г., 19 января
- Актуальные проблемы таджиков мира //Народная газета, Таджикистан, 2006 г., 22 марта[4]

## Семья
- Супруга — Муртазаева Зебо Муртазаевна
- Дети — дочь Фируза, сын Умед